# Maskenfest-Quadrille
Maskenfest-Quadrille, op. 92, är en kadrilj av Johann Strauss den yngre. Den spelades första gången den 4 februari 1851 i Wien.

## Historia
Efter att oroligheterna i samband med Marsrevolten 1848 hade slagit ned i Wien infördes krigslagar i staden. Det infördes ett förbud mot maskerader då det ansågs samhällsomstörtande att förklä sig. Men under 1851 års karneval bröt kejsare Frans Josefs fader, ärkehertig Frans Karl av Österrike, förbudet då han fick tillstånd att hälla en välgörenhetsbal (den första sedan 1848) i Redoutensaal i kejsarpalatset Hofburg. Tidningen Ost-Deutsche Post meddelade den 30 januari nyheten: "Maskeradbal tillåts. Den kommer äga rum de 4 februari [1851] i de kejserliga-kungliga Redoutensäle till förmån för vuxna blinda och barnhemmet i Leopoldstadt. Strauss kommer dirigera orkestern och har komponerat en kadrilj speciellt för aftonen". De ansvarigas förhoppning att den första maskeradbalen i de svåra tiderna skulle dra många besökare besannades till fullo. Även för Strauss var det hela en succé. Han hade äntligen fått tillfälle att spela i kejsarpalatset, precis som sin fader före honom och dessutom fått framföra ett specialkomponerad verk.

## Om kadriljen
Speltiden är ca 6 minuter och 32 sekunder plus minus några sekunder beroende på dirigentens musikaliska tolkning.

## Weblänkar
- Dynastin Strauss 1851 med kommentarer om Maskenfest-Quadrille.
- Maskenfest-Quadrille i Naxos-utgåvan.